# Église Saint-Rémy de Huy

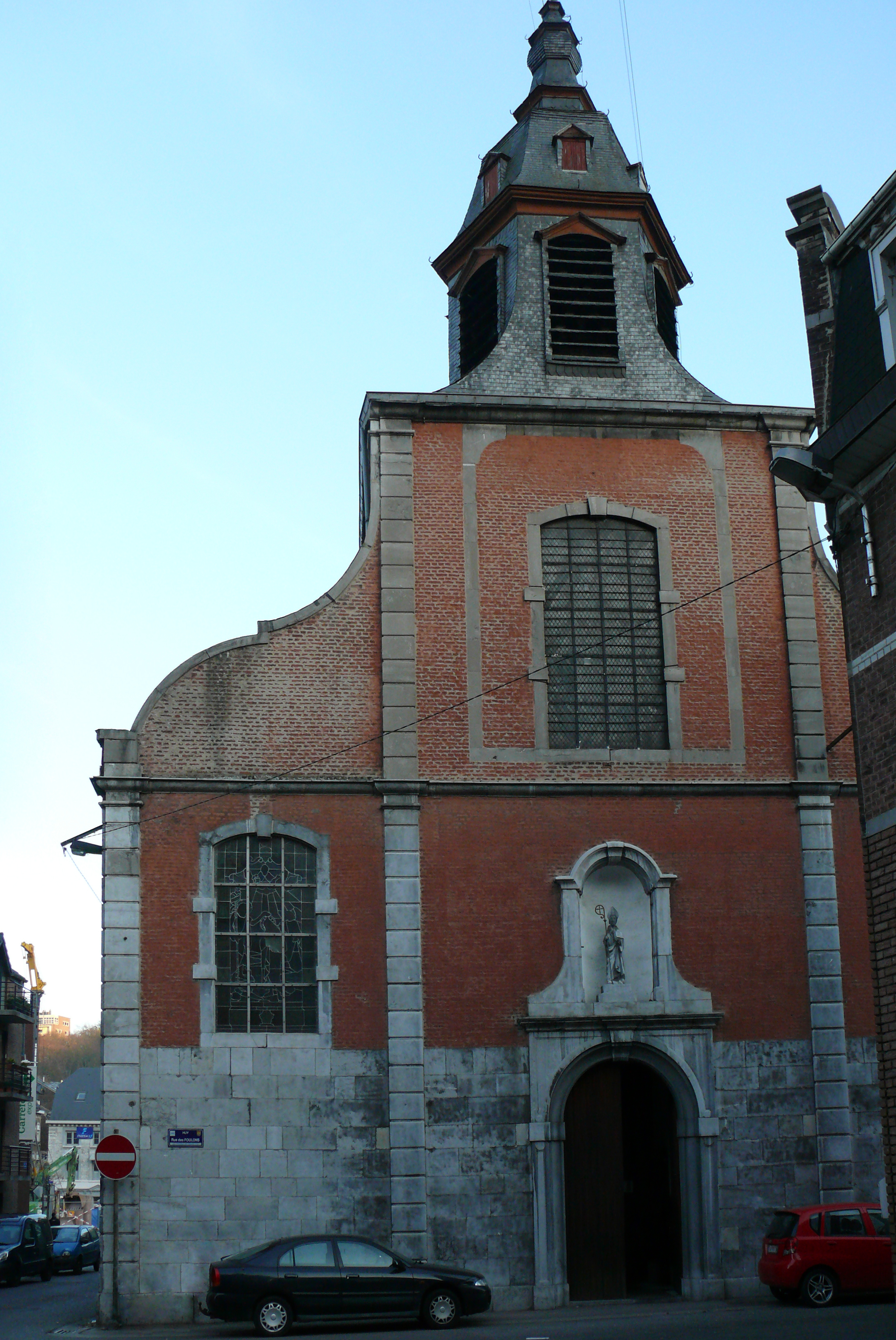
Vue extérieure, façade ouest, 2011

L’église Saint-Rémy à Huy date du XVIIIe siècle et se situe en pleine agglomération hutoise, sur la rive droite de la Meuse. 

## Historique

### Origine
L’église Saint-Rémy a été construite en 1742 à la demande du révérend Quintin Maignette. Elle est édifiée à l’intention de la corporation drapière hutoise, très prospère à cette époque. Aujourd’hui, elle constitue encore l’un des lieux de culte les plus fréquentés de la ville.

### Construction
L’édifice est bâti en 1742 sur les fondations d’un temple primitif. L’existence de ce temple, dont on n’a conservé aucune trace, a été authentifiée lors des travaux d’agrandissement de l’église effectués en 1885. Nous n’avons conservé aucun plan de ce chantier du XVIIIe siècle.

### Modifications
Les transformations de l’église s’opèrent en deux temps. La première partie des travaux s’échelonne de 1882 à 1885. L’architecte en charge, Feuillat-Fiévez, prévoit une plus grande superficie (près du triple) qui permettrait d’accueillir une plus grande quantité de fidèles. D’abord, l’édifice est allongé d’un tiers vers le chœur pour obtenir non plus cinq, mais sept travées, puis augmenter d’un dépôt et d’une annexe à la sacristie. Ensuite, le buffet d’orgue est avancé d’un mètre pour donner plus d’espace aux chantres. Enfin, certaines bases de colonnes sont remplacées en raison de leur vétusté. Entre cette première phase et la seconde, dix-huit vitraux sont placés dans la nef et le chœur, et en 1925, certaines zones défectueuses de la toiture sont réparées. 
La seconde partie des travaux s’opère à partir de 1960 et s’articule en six phases : la démolition de la tourelle en briques accolée à la façade sud, la réfaction des enduits muraux ainsi que le rejointoiement de la façade principale, le renouvellement des peintures intérieures, la réparation des vitres et l’installation électrique. 
Les derniers travaux datent de 1976, mais après observation in situ, il semble que des travaux supplémentaires aient été entrepris après cette date. C’est le cas des peintures intérieures des bas-côtés, mais aussi de l’occultation d’une baie de la façade principale. D’autres interventions ont eu lieu au niveau des appareils, où, en de nombreux endroits des pierres trop vétustes ont été remplacées. 

## Description de l’état primitif

### Plan et volumétrie
Cette église au plan de type basilical est orientée selon un axe nord-ouest à sud-est. Le plan se développe dans une nef à trois vaisseaux ponctuée de cinq travées et clôturée par un chœur à trois pans. Deux entrées permettent d’accéder à l’intérieur du bâtiment : l’une dans la façade principale, et l’autre dans la sacristie. Deux escaliers, permettent une circulation verticale : l’un pour accéder au buffet d’orgue, l’autre pour l’accès aux combles. 

### Extérieur
L’édifice est construit avec des matériaux locaux : briques, calcaire de Meuse et ardoises. L’élévation est composée de deux éléments distincts : la façade principale et les autres façades. La jonction entre chacune d’entre elles est permise grâce à un dispositif de pilastres à refend jumelés sur l’angle. Les registres des façades principale et latérale présentent les mêmes caractéristiques : un soubassement en calcaire et un grand appareil calcaire à assises régulières. Le chevet présente une particularité : un soubassement en moellons assisés. La façade principale est interrompue par un portail en plein cintre et une niche moulurée accueillant une statue de saint-Rémy de Reims. Les façades nord et sud sont percées de fenêtres à linteau bombé. Étant la seule façade visible à l’origine, la façade nord est renforcée par de petits contreforts plats en appareil calcaire. Le clocher reprend une configuration analogue à celle de la façade : deux registres d’élévation. Le premier registre se compose de six baies avec abat-sons surmontées d’un fronton. La transition avec le second registre s’effectue par une corniche. L’entièreté de la toiture est réalisée en ardoises et est percée par six lucarnes rentrantes dont la fenêtre est occultée par une planche de bois. Le chevet est couvert d’une croupe polygonale tandis que le clocher présente une originalité : un toit à l’impérial. 

### Intérieur

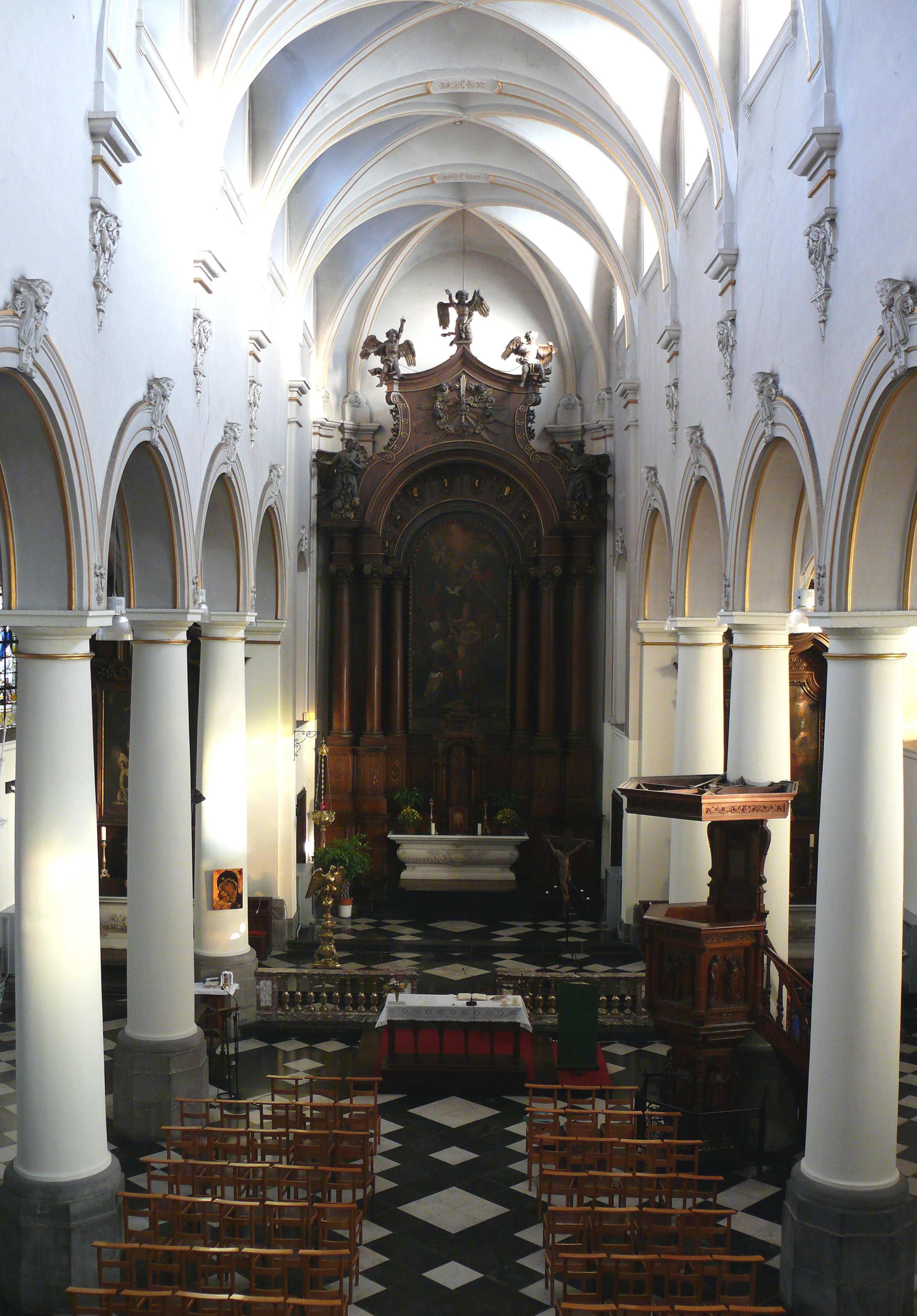
Vue intérieure vers le chœur, 2011

Un élément est commun à tout l’édifice : le dallage. Il semblerait que ce soit du marbre de Denée qui soit employé. Des dalles noires carrées sont disposées en association avec des dalles de marbre blanc.
La nef centrale est ponctuée par une enfilade de colonnes toscanes surmontées de grandes arcades en plein cintre largement ouvragées. Des voûtes d’ogives quadripartites séparées de larges arcs doubleaux en plein cintre couvrent cet espace. Un motif végétal indéterminé est réalisé sur chaque croisée d’ogives excepté la croisée d’ogives de la deuxième travée qui possède une clef de voûte annulaire permettant le levage ou la descente des cloches. Chaque voûtain est orné en son centre d’une petite étoile à six branches, tandis que les arcs doubleaux sont moulurés de motifs géométriques et végétaux.
Les collatéraux reproduisent dans de plus petites dimensions le couvrement de la nef principale excepté les arcs doubleaux qui sont supportés d’une part, par les colonnes de la nef et d’autre part, par des pilastres d’ordre toscan engagés dans le mur. À mi-hauteur de ces pilastres sont disposées sur des socles des statues de saints en bois peint. Ces collatéraux sont percés de cinq baies garnies de simples verres incolores. L’embrasement de ces baies permet l’entrée d’une luminosité modulée.
Le chœur est peu profond et sans fenêtres. Il est séparé de la nef à hauteur de la quatrième travée par un banc de communion.
Concernant l’ornement et les revêtements muraux, les murs étaient probablement recouverts d’un enduit à base de chaux, lui-même recouvert de peinture. Un jeu de quadrillage et un vaste réseau de frises et d’ornements en stuc couvraient la totalité des murs. Bases et chapiteaux des colonnes toscanes, ogives, arcs doubleaux et intrados des grandes arcades étaient décorés de motifs abstraits et d’éléments végétaux.

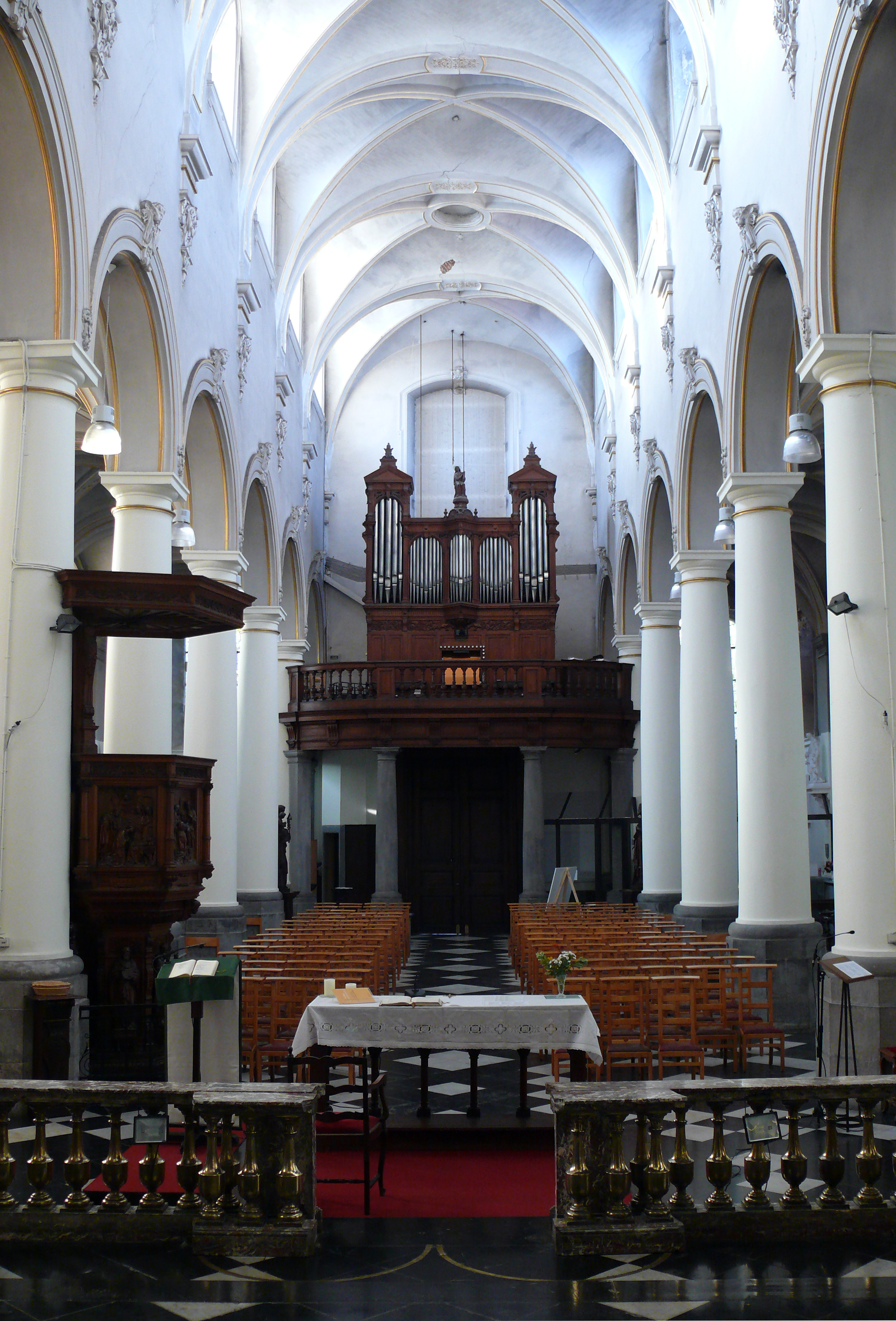
Vue intérieure vers le jubé, 2011

## Style
Les critiques concernant le style de l’église Saint-Rémy sont unanimes ; elles évoquent toutes un style baroque et plus précisément rococo. Toutefois, ces affirmations se fondent davantage sur l’ornementation et le mobilier que sur l’ensemble du bâtiment. Bien que très simple, la façade est d’allure baroque. Contrastant avec cette sobriété, l’intérieur témoigne d’un style rocaille nettement reconnaissable à l’ornementation. Selon l’ouvrage du Patrimoine Monumental de Belgique, la décoration stuquée et peinte serait de style néo-baroque, tandis que Émile Dantinne la qualifie de style Renaissance. Il serait donc nécessaire d’effectuer une analyse stylistique plus poussée concernant la totalité de l’édifice.